# Maurice Petsche
Pour les articles homonymes, voir Petsche.
Maurice Petsche, né le 1er décembre 1895 à Paris 9e (Seine) et mort le 16 septembre 1951 à Paris 11e (Seine) est un haut fonctionnaire public à la Cour des comptes et homme politique français. Il fut nommé sous-secrétaire d'État à la Guerre, en 1929 puis Ministre des finances et des affaires économiques de janvier 1949 à aout 1951. 

## Biographie

### Jeunesse et études
Maurice Eugène Jean Petsche est issu d'une famille lorraine d'ingénieurs et de juristes dont certains membres se sont politiquement engagés dans leurs communes. Son père, Albert Charles Petsche (Metz, Moselle, 17 avril 1860 - 30 juillet 1933 Epiais, Val-d’Oise), sort lieutenant-colonel du génie de l'école Polytechnique et devient successivement ingénieur en chef des Ponts et Chaussées, président de la Compagnie parisienne d’électricité, administrateur délégué de la Société lyonnaise des eaux et de l’éclairage, premier président d'Alsthom, commandeur de la Légion d’honneur en juillet 1918. Veuf en premières noces de Madeleine Tonnet (1865-1892), qu'il avait épousée en 1886, il a épousé en 2e noces le 9 septembre 1894 à Paris (9e) Françoise dite Fanny Bruniquel-Recoulès (Toulon, Var, 12 novembre 1867 - 1963), fille d'un ingénieur en chef des Ponts et chaussées. 
Après avoir étudié au lycée Janson-de-Sailly, Maurice Petsche suit des études à la faculté de droit de l'université de Paris. Il est titulaire d'un doctorat en droit. Il a également étudié à l'École libre des sciences politiques. 

### Parcours professionnel
Après des études de sciences économiques et financières, Maurice Petsche entre à la Cour des comptes.  
En 1925, il est élu député Républicain de gauche des Hautes-Alpes (circonscription de Briançon dont il deviendra citoyen d'honneur), mandat qu’il conserve jusqu’à la guerre.  
Il enseigne à l'École libre des sciences politiques en 1923.  
L’Académie française lui décerne le prix Dodo en 1926 pour son ouvrage Les Plus-values base d'imposition.
Sa première femme, Marie Marguerite Odette Marchegay (1900-1965), qu'il a épousée le 23 juin 1920 à Paris 16e, lui a donné deux filles. Divorcé, il se remarie le 7 juillet 1937 à Paris 16e avec Simone Marie Élise Lazard (Paris 25 octobre 1899  - 5 juin 1991, Paris 16e), fille de Léonce Elie André Lazard, associé de la banque Lazard. Le baron Maurice de Rothschild, sénateur, et David Weil, banquier, étaient témoins du mariage. 
Le 10 juillet 1940, il vote les pleins pouvoirs au maréchal Pétain et entre dans la Résistance. 
Il est réélu en 1946 et siège comme CNIP jusqu'à sa mort le 16 septembre 1951 à son domicile 48 rue de la Faisanderie à Paris 9e. 
Il est inhumé à Puy-Saint-Pierre, près de Briançon.
Sa veuve épousera en 1953 le ministre Louis Jacquinot,,,.

## Fonctions gouvernementales
- Sous-secrétaire d’État à la Guerre dans le gouvernement André Tardieu (1) du 3 novembre 1929 au 21 février 1930,
- Sous-secrétaire d'État aux Finances dans le gouvernement André Tardieu (2) du 2 mars au 13 décembre 1930
- Sous-secrétaire d'État aux Beaux-Arts dans le gouvernement Pierre Laval (1) du 27 janvier au 13 juin 1931
- Sous-secrétaire d'État aux Beaux-Arts dans le gouvernement Pierre Laval (2) du 13 juin 1931 au 14 janvier 1932
- Sous-secrétaire d'État aux Beaux-Arts dans le gouvernement Pierre Laval (3) du 14 janvier au 20 février 1932
- Sous-secrétaire d'État à la présidence du Conseil dans le gouvernement André Tardieu (3) du 20 février au 3 juin 1932
- Secrétaire d’État aux Finances dans le gouvernement André Marie du 25 juillet au 5 septembre 1948
- Secrétaire d'État (du 11 septembre 1948 au 12 janvier 1949) puis ministre (du 12 janvier au 28 octobre 1949)  aux Finances et aux Affaires Économiques dans le gouvernement Henri Queuille (1)
- Ministre des Finances et des Affaires économiques dans le gouvernement Georges Bidault (2), du 28 octobre 1949 au 2 juillet 1950
- Ministre des Finances et des Affaires économiques dans le gouvernement Henri Queuille (2) du 2 au 12 juillet 1950
- Ministre des Finances et des Affaires économiques dans le gouvernement René Pleven (1)  du 12 juillet 1950 au 10 mars 1951
- Ministre des Finances et des Affaires économiques dans le gouvernement Henri Queuille (3) du 10 mars au 11 août 1951
- Ministre d'État dans le gouvernement René Pleven (2) du 11 août 1951 jusqu'à sa mort.

À deux reprises, le président Vincent Auriol l’a chargé de former un gouvernement mais il a échoué dans cette mission.